# Еміл Сміт-Роу
Еміл Сміт-Роу (англ. Emile Smith Rowe, нар. 28 липня 2000, Кройдон, Великий Лондон) — англійський футболіст, півзахисник клубу «Фулгем».

## Клубна кар'єра
Народився 28 липня 2000 року в місті Кройдон. Сміт-Роу приєднався до Академії Арсеналу «Гейл-Енд» у 2010 році, у віці десяти років. Він вперше проявив себе в команді до 23 років, в сезоні 2016/17, у віці 16 років. Він продовжував виступати в команді до 23 років протягом сезону 2017—2018, виходив на поле 11 разів.
У віці 17 років приєднався до першої команди «Арсеналу» в передсезонному турнірі по Сингапуру в липні 2018 року. У матчі проти «Атлетіко Мадрид» забив свій перший гол і зрівняв рахунок 1:1 в основний час. Він також зробив гольову передачу, тим самим допоміг Арсеналу перемогти «Парі Сен-Жермен» з рахунком 5:1, у тому передсезонному турі по Сингапуру 28 липня, також в цей день йому виповнилося 18 років.
Сміт-Роу підписав новий довгостроковий професійний контракт з «Арсеналом» 31 липня 2018 року, головний тренер Унаї Емері сказав, що Сміт-Роу має «великий потенціал». Тривалість контракту не була розкрита «Арсеналом», але, як повідомляється, була укладена п'ятирічна угода.
20 вересня 2018 року дебютував за основну команду в матчі Ліги Європи УЄФА проти полтавської «Ворскли», замінивши у другому таймі Алекса Івобі. Завдяки цьому виходу Алекс став першим гравцем 2000-х років, що дебютував за «канонірів» в офіційному матчі. А вже у 4 жовтня він забив перший гол за «Арсенал» під час наступного матчу Ліги Європи проти «Карабаху».

## Виступи за збірні
2015 року дебютував у складі юнацької збірної Англії, взяв участь у 19 іграх на юнацькому рівні, відзначившись 3 забитими голами.
У квітні 2017 року Сміт-Роу був включений до заявки збірної до 17 років на юнацький чемпіонат Європи 2017 року в Хорватії. Еміл вийшов на заміну в півфіналі проти Туреччини, допомігши перемоги 2:1, але не зіграв у фіналі, де Англія в серії пенальті поступилась Іспанії. Цей результат дозволив збірній у жовтні того ж року взяти участь у юнацькому чемпіонаті світу в Індії, який англійська команда виграла, а сам Еміл забив гол у груповому етапі проти Іраку (4:0) і віддав гольову передачу на Ріана Брустера в півфіналі проти Бразилії (3:1)
. У фіналі англійці знову зустрілись з іспанцями і Сміт-Роу знову не вийшов на поле, втім цього разу островитяни розгромили опонентів 5:2.

## Статистика виступів

### Статистика клубних виступів
| Сезон             | Команда           | Чемпіонат         | Чемпіонат | Чемпіонат | Національний кубок | Національний кубок | Національний кубок | Континентальні кубки | Континентальні кубки | Континентальні кубки | Інші змагання | Інші змагання | Інші змагання | Усього | Усього | Усього |
| Сезон             | Команда           | Ліга              | Ігор      | Голів     | Ліга               | Ігор               | Голів              | Ліга                 | Ігор                 | Голів                | Ліга          | Ігор          | Голів         | Ігор   | Голів  |        |
| ----------------- | ----------------- | ----------------- | --------- | --------- | ------------------ | ------------------ | ------------------ | -------------------- | -------------------- | -------------------- | ------------- | ------------- | ------------- | ------ | ------ | ------ |
| 2018–19           | «Арсенал»         | ПЛ                | 0         | 0         | КА+КЛ              | 0+2                | 0+1                | ЛЄ                   | 4                    | 2                    |               | -             | -             | 6      | 3      |        |
| Усього за кар'єру | Усього за кар'єру | Усього за кар'єру | 0         | 0         |                    | 2                  | 1                  |                      | 4                    | 2                    |               | -             | -             | 6      | 3      |        |

## Титули та досягнення
- «Арсенал»

Володар Кубка Англії (1): 2019–20
Володар Суперкубка Англії (2): 2020, 2023
- Англія U-17

Чемпіон світу (U-17): 2017